# Wesmaelius malladai
Wesmaelius malladai är en insektsart som först beskrevs av Navás 1925.  Wesmaelius malladai ingår i släktet Wesmaelius och familjen florsländor. Enligt den finländska rödlistan är arten nära hotad i Finland. Arten är reproducerande i Sverige. Artens livsmiljö är torra och karga moar. Inga underarter finns listade i Catalogue of Life.